# Rio Tista
O rio Tista (em nepali:  टिस्टा  खोला, TisTa Khola; em bengali:   তিস্তা, Tistā, em inglês:  Teesta) é um rio que percorre a parte nordeste da Índia e o Bangladesh, sendo afluente do rio Bramaputra. Tem 315 km de comprimento.

## Geografia
O rio tem origem no lago Cho Lhamu, a 5330 m de altitude, no Himalaia. Este lago está a norte do passo de Donkia perto de Shetschen, onde o cimo do passo está aproximadamente a 8 km de Darjeeling, em linha reta.
O rio passa de Sikkim para Bengala Ocidental e entra no Bangladesh. Desagua no Bramaputra) pela margem direita.

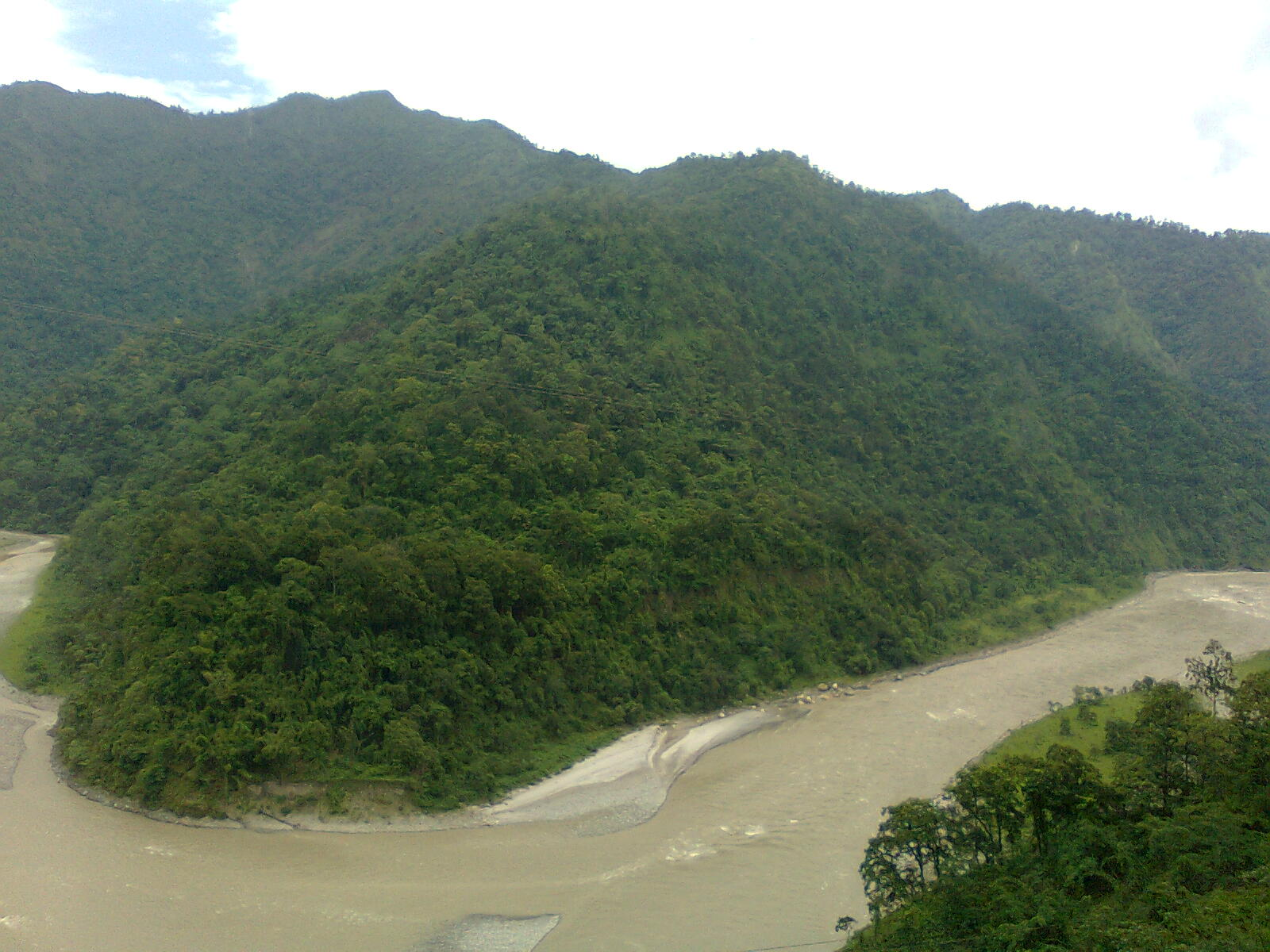
Rio Tista

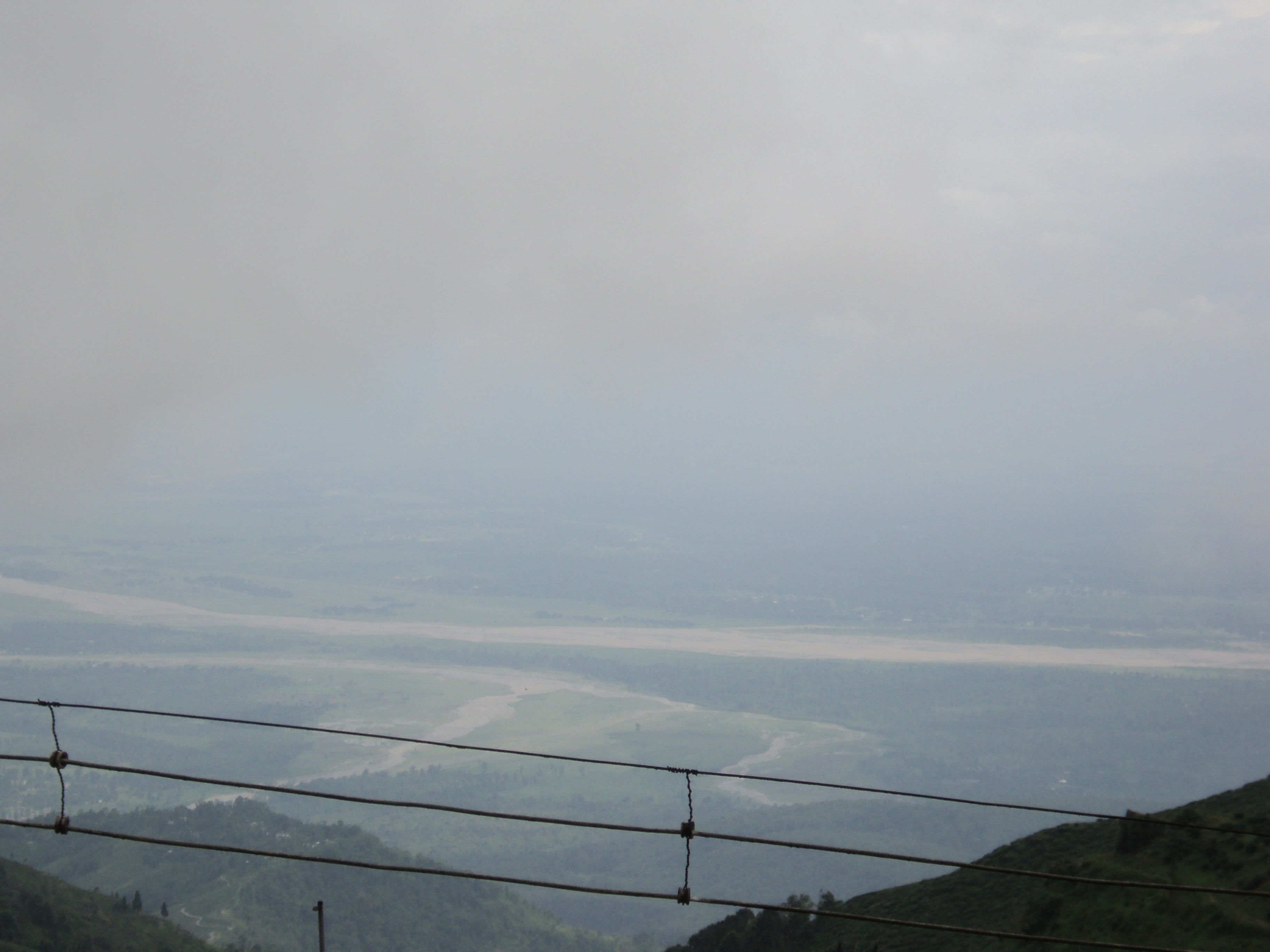
O Tista junta-se ao Rangeet, perto de Kalimpong